# Suport Century

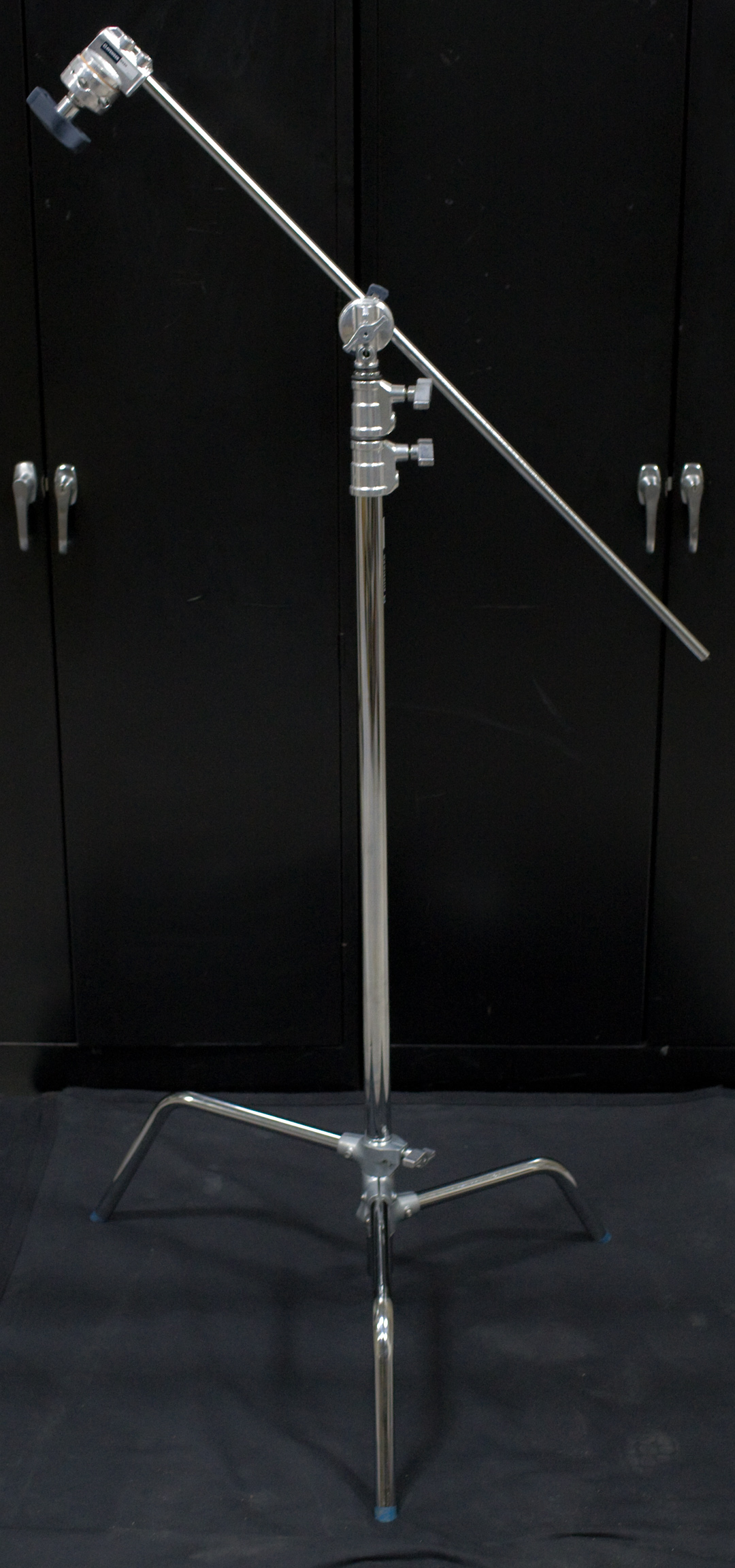
Suport Century “C-Stand” de la marca Avenger.

Un suport Century o simplement suport C és un accessori de subjecció i suport que compta amb braç mòbil i peu. S'utilitza en fotografia i en rodatges de cinema per sostenir accessoris d'il·luminació. En anglès, s'anomena Century stand o simplement C-Stand. El nom prové d'un dels primers models que es van fer més populars d'aquest accessori d'il·luminació. En castellà, aquest tipus de suport s'anomena Ceferino.
Construït en metall, consta d'una rosca amb dos discos de pressió, amb ranures cilíndriques de diferents mides que permeten inserir-hi i subjectar-hi una gran varietat d'accessoris. El més habitual és que el suport Century inclogui una barra i un braç d'extensió que permet diverses posicions. Se sol col·locar sobre un peu o trípode lleuger, de manera que hom distingeix la ròtula Century, l'extensió Century i el trípode Century. És un accessori indispensable en el rodatge, versàtil i robust. S'utilitza per subjectar principalment elements d'il·luminació que tapen, difuminen o reflecteixen llum, com per exemple plafons, banderes o reflectors.